# Màlenkaia Vera
Màlenkaia Vera (Rus: Ма́ленькая Ве́ра, La xicoteta Vera) és una pel·lícula soviètica dirigida per Vassili Pitxul, estrenada el 1988. La pel·lícula va ser molt reeixida a l'URSS, i va esdevenir un dels símbols de l'època de la Perestroika, popularitzant-se per ser la primera pel·lícula soviètica on es representava un acte sexual.
El títol en rus és ambigu, ja que el nom de la protagonista significa fe, fent un joc de paraules amb la manca d'esperança dels personatges. La pel·lícula va ser la de major recaptació a la Unió Soviètica el 1988 amb 54,9 milions d'espectadors, i va ser la pel·lícula soviètica amb més èxit als Estats Units des de Moscou No creu en les llàgrimes.
La banda sonora està formada per dos cançons interpretades per Sofia Rotaru.

## Influència
Màlenkaia Vera és una de les pel·lícules més importants de la glàsnost. Segons Natàlia Negoda, l'èxit de la pel·lícula es trobava en la veracitat de les coses explicades.
La pel·lícula va commocionar als soviètics per la representació feta d'una família russa comuna en una anodina ciutat industrial. Vera significa fe en rus, però la vida de Vera està completament buida. La manca d'espai físic i psicològic al seu apartament i una constant dependència dels homes que l'envolten la converteixen en una acurada representació de les dones joves soviètiques d'entorns obrers.
Els pares de Vera, Kolia i Rita, estan interpretats per dos estrelles del cinema soviètic, però a la pel·lícula no apareixen a rols triomfants propis del realisme socialista, sinó que més bé són antiherois.

## Recepció
Màlenkaia Vera es va presentar com la primera pel·lícula soviètica que explora honestament el descontentament i desencant juvenil amb el sistema. La pel·lícula s'alinea amb esta joventut i no amb l'autoritat. Hi ha una frase sarcàstica que Vera diu abans d'allitar-se amb Serguei: "Al nostre país, només tenim un objectiu: el comunisme", que va fer-se popular a la Unió Soviètica.
Tot i que a Occident es va vendre la pel·lícula com a eròtica, la major innovació es troba en la representació de la vida familiar típica soviètica. Natàlia Negoda, l'actriu que interpretava a Vera, es va convertir en la primera actriu soviètica en aparéixer nua en una escena de sexe explícit, i va posar nua per a Playboy com a promoció per al llançament de la pel·lícula a Amèrica. Esdevinguda el primer símbol sexual de la Unió Soviètica, Negoda va rebre tantes cartes obscenes després del llançament de la pel·lícula que arribà un moment en què ni tan sols obria la correspondència. La pel·lícula va aconseguir atraure més de 50 milions d'espectadors, en part per les escenes sexuals inèdites fins aleshores.

## Premis
La pel·lícula va rebre 6 premis i va ser nominada per a 8 més. Destaca el premi a millor actriu per Natàlia Negoda als Premis Nika el 1989. El director de la pel·lícula, Vasili Pitxul, va rebre el premi especial del jurat al Festival Mundial de Cinema de Mont-real del 1988 i el premi FIPRESCI al Festival de Venècia de 1988.
- Mostra de Venècia 1988: Premi FIPRESCI.
- European Film Awards 1989: millor guionista per a Maria Khmelik.
- Festival Primers Plans d'Angers 1989: Gran premi del Jurat